# 見田竜介
見田 竜介（みた りゅうすけ、男性、1967年8月24日 - ）は、日本の漫画家。代表作に『ドラゴンハーフ』など。本名同じ。他に花筺絢（はながたみ あや）、不敵万才の筆名もある。配偶者はマンガ家の御祇島千明。

## 人物
幼少時、一年間メキシコで生活。自身の家庭を恵まれたものとは感じていなかった事を告白している。東京都立八王子北高等学校卒業後、アニメーターを志して東京アニメーター学院に進学。映画『天空の城ラピュタ』の仕上げに参加する。同校を中退後、有限会社スタジオ・ハードに就職する。不敵万才の筆名でゲーム雑誌のイラスト等を担当し、1988年、富士見書房発行の『月刊ドラゴンマガジン』創刊号にて漫画家デビュー。
作品は、韓国、タイ、イタリア、スペインなどでも翻訳されている。OVA化、ドラマCD化された作品も多数。
短期間、目を患っていたが2005年頃には全快し、作画をアナログからデジタルに移行した。2012年現在は、コミックスタジオ、イラストレーター、フォトショップなどを自在に使い、作品を発表している。
父親は社会学者の見田宗介。祖父はマルクス主義経済学者の見田石介。また、見田石介の父方の叔父が警察署長の甘粕春吉で、甘粕春吉の息子が陸軍軍人の甘粕正彦である。また、戦国時代の武将･甘粕景持は先祖にあたる。
弟は漫画家・イラストレーターでアシスタントの 見田航介。

## 作風
デビュー当時はつけペンによる作画に慣れておらず、連載初期等は主人公・ミンクの尻尾の先が歪になるのをごまかす目的で黒く塗り潰していたりもしたが、アシスタント等で経験を積み、丸ペンによる繊細な描線を得意とするまでになる。
以下に示すように非常に特徴的な絵柄である（『ドラゴンハーフ』の後半に顕著になる）。極端にデフォルメを施した癖の大きい絵柄ながら、根強いファンを獲得している。
- 登場人物の目が非常に大きい。また目の大部分は瞳で占められる。
- 女性キャラクターの場合、括れた腰、巨大な尻、細い脚が強調される。
- 細くて繊細な線が丁寧に描き込まれている。

カラー画材はデビュー当初はカラーインクを使用していたが、それ以降はエアブラシ&アクリル⇒コピックへと変化。特にコピックで描かれたイラストの評価は高く、美術出版社発行のコピックイラスト教本『コピックワールド』にも取り上げられた。
作品は『ドラゴンハーフ』以来いわゆる娯楽活劇が中心で、異世界ものが多い。独特のギャグセンス、流麗な線によるアクション、時にハッとさせるシリアスを売りとする。作品により作風の振れ幅が大きく、救い難い悲劇へ落とし込む事もあるが、最後は概ねハッピーエンドである。

## 作品目録

### アニメ
- 『天空の城ラピュタ』 仕上げ

### ゲームブック
※は不敵万才名義での参加。
- 冒険ゲームブック（双葉社）
  - 『ルパン三世 Pファイルを奪え!』
  - 『光神話 パルテナの鏡 ～神殿の悪魔を倒せ!～』※
  - 『高橋名人の冒険島 ティナを救え!』 バブルン見田名義、有坂須美との共同担当。
  - 『アルゴスの戦士 解かれたる封印』※
  - 『悪魔城ドラキュラ 古城の死闘』※
  - 『がんばれゴエモン!からくり道中 東海道五十三景』※
  - 『スーパーマリオブラザーズ Vol.2 大魔王ネオクッパの挑戦』※
  - 『スーパーマリオブラザーズ Vol.3　マリオ軍団出撃』※
  - 『終末の惑星 遥かなる西の帝国』※
  - 『アニマルタイフーン』
  - 『アニマルタイフーン2 魔獣伝説』
- アドベンチャーヒーローブックス（ケイブンシャ）
  - 『サラマンダ ラティス救出作戦』※
- 『げーむぶっく 元祖鬼が島』（ケイブンシャ）

### 漫画作品
- ファジーな昼下がり（小学館刊行の月刊PCエンジン創刊号より連載）
- ドラゴンハーフ
- 朱玄白龍るびくら
- 黒髪のキャプチュード
- 愛天明王物語
- 閃光華るびくら
- 修験娘てんぐり
- 改造少女 柚

#### 成人向け漫画
いずれも富士美出版富士美コミックスより発刊
- Rose Rosse
- ああっご主人様ぁ
- ハメられたい女

### 絵
- ナイトウィンドの影―ソード・ワールド短編集
- モンスターコレクション

#### ゲーム
- シェナン・ドラゴン（テクノポリス開発。PC88・MSX用ゲーム。1990年6月28日発売。6800円）
- クイズアベニューシリーズ（PCエンジン用ゲーム。NECアベニューより発売。）
- Astalon 地球の涙（DANGEN Entertainment。PlayStation 4・Nintendo Switch・Xbox One・PC）

#### オナホール
日暮里ギフト製
- 2007.0111 ローセロッセ みつ - 本人が描いた成年コミックの単行本「Rose Rosse」とのコラボ商品（みくり、灯も同様）
- 2007.0111 ローセロッセ みくり
- 2007.0111 ローセロッセ 灯（あかり）